# Ishmael Beah

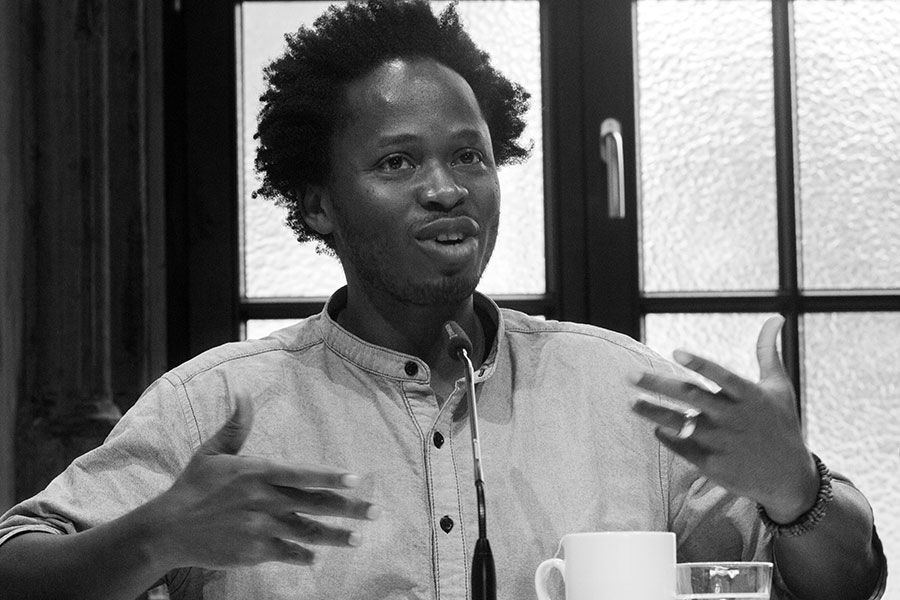
Lesung von Ishmael Beah in Köln (2016)

Ishmael Beah (* 1980 in Mogbwemo) ist ein sierra-leonischer Autor.
Bekannt wurde Beah durch sein Werk Rückkehr ins Leben. Ich war Kindersoldat (im Original: A Long Way Gone – Memoirs of a Boy Soldier), in dem er seine Erfahrungen, die er als Kindersoldat in seinem Heimatland machte, sowie seine Rehabilitation in einer Einrichtung für ehemalige Kindersoldaten und seinen Neuanfang in den Vereinigten Staaten schildert.

## Leben und Wirken
Im Jahre 1991 brach der Bürgerkrieg in Sierra Leone aus, in dem die Eltern Beahs sowie seine beiden Brüder getötet wurden. Ishmael schlug sich auf der Flucht vor den Kämpfen alleine durch, bis er schließlich im Alter von 13 Jahren von einer Einheit der sierra-leonischen Nationalarmee als Kindersoldat rekrutiert wurde. Nach fast drei Jahren Dienst in der Armee wurde er auf Betreiben von UNICEF aus der Armee entlassen und gelangte in ein Rehabilitationscamp für ehemalige Kindersoldaten. Die geduldige Fürsorge der dortigen Betreuer half ihm mit der Zeit, seine Kriegserlebnisse zu verarbeiten und mit seiner Vergangenheit leben zu lernen. Im Ersten Internationalen Kinderparlament der Vereinten Nationen (United Nation's First International Children’s Parliament) im Jahr 1996 sprach Ishmael als Vertreter seines Landes vor Kindern aus 23 Nationen über den Bürgerkrieg in Sierra Leone. Als nur wenige Monate später die Kämpfe in Sierra Leone erneut ausbrachen, verließ Ishmael seine Heimat. In den USA besuchte er die United Nations International School in Manhattan und schloss 2004 auf dem Oberlin College in Politikwissenschaft ab.
Während der Zeit in der Regierungsarmee Sierra Leones habe Beah „zu viele Menschen getötet, um sie zu zählen“. Er und andere Soldaten seines Alters wurden mit Drogen versorgt, vorzugsweise mit Marihuana, Amphetaminen und Brown-Brown, einem Gemisch aus Kokain und Schießpulver, ohne die Beah nach eigenen Aussagen nicht zu solchen Gewalttaten fähig gewesen wäre. Neben den Drogen sorgte der von der Armee ausgeübte Druck dafür, Fluchtgedanken von vornherein zu unterdrücken. „Die einzige Chance, die man hatte, war zu bleiben“, sagte Beah. „Wenn man auch nur an Flucht dachte, war man so gut wie tot.“
Bei einem Auftritt in der US-amerikanischen Fernsehsendung The Daily Show am 14. Februar 2007 mutmaßte Beah, dass die Rückkehr in eine zivilisierte Welt weitaus schwieriger sei als der Akt, Kindersoldat zu werden. Kinder entmenschlichen zu lassen (dehumanizing children) sei relativ einfach. Als Beah 1996 von der UNICEF aus der Armee befreit wurde, widersetzte auch er sich zunächst der erzwungenen Demobilisierung. Nach einiger Zeit bei der UNICEF vertraute er sich einer Krankenschwester an, die ihm helfen konnte, durch diese schwierige Zeit zu finden. Sie erkannte sein Interesse für Rapmusik und konnte so eine Brücke zu der Zeit vor dem Krieg schlagen. Nach und nach lernte er, über seine Gefühle zu reden und Sätze wie „Es war nicht deine Schuld“ zu akzeptieren.
Die UNICEF brachte Beah 1996 zu seinem Onkel in Freetown, wo er auch wieder zur Schule ging und noch im selben Jahr vor den Vereinten Nationen in New York sprechen durfte. Bei diesem Besuch in den USA lernte er auch Laura Simms kennen, zu der er floh, nachdem Freetown von den Rebellen der Revolutionary United Front eingenommen wurde, und die heute seine Pflegemutter ist.
„Wenn ich mich dazu entscheiden würde, mich schuldig zu fühlen für das, was ich getan habe, würde ich tot sein wollen“, so Beah. „Mir ist bewusst, dass mir ein zweites Leben geschenkt wurde und ich versuche nur, Spaß zu haben, glücklich zu sein und das Beste aus meinem Leben zu machen.“
Während seiner Zeit als Student am Oberlin College setzte er sich aktiv gegen den Missbrauch von Kindern als Soldaten ein. Er sprach vor den Vereinten Nationen und traf sich mit einflussreichen Politikern wie Bill Clinton und Nelson Mandela. Zurzeit lebt Beah in Brooklyn und arbeitet für die Initiative Human Rights Watch Children’s Division Advisory Committee.
2014 war er Jurymitglied der Auszeichnung Das außergewöhnliche Buch des Kinder- und Jugendprogramms des Internationalen Literaturfestivals Berlin.

## Sprache und Schreibstil
Ishmael Beah orientiert sich in seinen englisch geschriebenen Texten stark an der Sierra leonischen Erzähltradition, die aus der Bildsprache Mende schöpft. In seinem Vorwort zu "das Leuchten von Morgen" schreibt er:

“Mein Schreiben ist stark von dieser mündlichen Tradition beeinflusst. Die Gegend, aus der ich stamme, verfügt über einen ungeheuren Reichtum an Sprachen, eine Vielfalt von Ausdrucksweisen. In Sierra Leone gibt es ungefähr fünfzehn Sprachen und drei Dialekte. Mit sieben davon wuchs ich auf. Mende, meine Muttersprache, ist sehr bildhaft, und wenn ich schreibe, bin ich stets auf der Suche nach einem englischen Äquivalent für das, was ich eigentlich auf Mende sagen möchte. Auf Mende heißt es beispielsweise nicht »plötzlich brach die Nacht an«, sondern »der Himmel drehte sich um und wechselte die Seite«. Selbst einzelne Wörter sind sehr anschaulich, »Ball« auf Mende würde »Luftnest« oder »Gefäß, das Luft transportiert« heißen. So entsteht bei der Übertragung ins schriftliche Englisch ein neuer Sprachmodus. »Sie kickten ein Luftnest durch die Gegend« – da bekommt die Sache auf einmal eine ganz andere Bedeutung. Als ich mit diesem Roman anfing, wollte ich alles, was Sprache für mich lebendig macht, in meine Arbeit einfließen lassen.”

## Werke
- Little Family: A Novel. Riverhead Books, USA 2020, ISBN 0-593-18928-0.
- Radiance of Tomorrow: A Novel. Sarah Crichton Books, USA 2014, ISBN 978-0-374-24602-0. (Deutsch: Das Leuchten von Morgen. AfrikaWunderhorn, 2016, ISBN 978-3-88423-516-4)
- Rückkehr ins Leben. Ich war Kindersoldat. Campus Verlag, Frankfurt a. M. 2007, ISBN 978-3-593-38264-7.

## Auszeichnungen und Nominierungen
- 2008: Nominierung – Bill Duthie Booksellers’ Choice Award für A Long Way Gone: Memoirs of a Boy Soldier. Douglas & McIntyre 2006.